# Reșat Amet
Reşat Amet (cunoscut mai ales sub numele său oficial, slavizat: Reşat Ametov Medatoviç, transcris și sub forma: Решат Аметов Медатович, sau în varianta din limba engleză: Reshat Ametov) (n. 24 ianuarie 1975 – d. 15 martie 2014) este un erou-martir care a militat pentru cauza etnicilor tătari crimeeni.

## Biografie
Pe 3 martie 2014 Reşat a inițiat un protest pașnic și solitar împotriva ocupației ruse din Crimeea. În timpul protestului desfășurat în fața clădirii Consiliului de Miniștri din Piața Lenin din Simferopol, a fost luat de trei persoane rămase neidentificate purtând uniforma militară a detașamentelor crimeene de autoapărare care l-au condus spre o destinație necunoscută.
Pe 15 martie 2014 poliția a găsit corpul său neînsuflețit abandonat în pădurea de lângă satul Zemlyaniçne Belogorskogo aflat la circa 60 km est de capitala republicii. Corpul purta urme de violență și tortură, avea capul înfășurat cu bandă și picioarele legate. Lângă el se găsea o pereche de cătușe. Conform declarației fratelui său Refat Amet (Ametov) cauza morții ar fi fost plaga produsă prin străpungerea ochiului cu un cuțit sau un obiect ascuțit. Cazul asasinării lui Reşat Amet a rămas nerezolvat.
Reşat a fost înmormântat pe 18 martie 2014 în Cimitirul Musulman Abdali din Simferopol. Era tatăl a trei copii cu vârste cuprinse între cinci ani și patru luni..